# Феодосія. Місячна ніч
«Феодосія. Місячна ніч» — одна з картин Івана Айвазовського, всесвітньо відомого художника-мариніста. Картина Івана Костянтиновича Айвазовського була написана в 1852 році олією на полотні. Робота знаходиться в приватному зібранні. Зображує кораблі в Чорному морі поблизу Феодосії.